# Trenčianske Jastrabie
Trenčianske Jastrabie (in tedesco Jestreb bei Trentschin, in ungherese Ölved) è un comune della Slovacchia facente parte del distretto di Trenčín, nella regione omonima.
È citata per la prima volta in un documento storico nel 1269. Appartenne alla città di Trenčín, e poi alle nobili famiglie dei Mittay, Rozsnyó e Borcsányi.